# George Canning
George Canning (* 11. April 1770 in London; † 8. August 1827 ebenda) war ein britischer Politiker, der zweimal als Außenminister und für kurze Zeit als Premierminister diente.

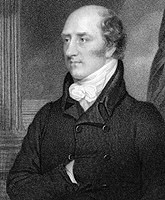
George Canning

Aufgewachsen in ärmlichen Verhältnissen, ermöglichte ihm sein Onkel Stratford Canning den Besuch in Eton und Oxford, wo der junge George Canning als Schüler brillierte. 1793 trat der ehrgeizige Canning in die Politik ein. Zunächst wie sein Onkel ein Whig gewesen, wechselte er vor allem unter dem Eindruck der Französischen Revolution schnell die Seiten und schloss sich Pitt dem Jüngeren an, den er verehrte und unter dem er erste Regierungsämter erhielt. Nach Pitts Rücktritt 1801 folgte Canning ihm in die Opposition und attackierte Pitts Nachfolger Addington. Nach dem Tod Pitts 1806 fand er sich erneut in der Opposition wieder. Nach dem Fall der kurzlebigen Regierung aller Talente wurde Canning 1807 im Kabinett des Duke of Portland Außenminister. Dort war er die dominante und treibende Kraft der britischen Politik, bis interne Streitigkeiten mit seinem Kabinettskollegen Lord Castlereagh und Intrigen schließlich 1809 zu einem Duell zwischen ihm und Castlereagh führten. Beide traten zurück und wurden nach dem Rücktritt Portlands bei der Nachfolgediskussion übergangen.
Canning blieb nun jahrelang Hinterbänkler und lehnte alle Angebote des neuen Premierministers Spencer Perceval ab, wieder ins Kabinett einzutreten, da dieser ihm nicht die gewünschte Machtfülle im Unterhaus überlassen wollte. Auch unter dessen Nachfolger Lord Liverpool scheiterte ein mögliches Rapprochement mit Castlereagh an Cannings überzogenen Forderungen. Nach weiteren zwei Jahren als Hinterbänkler wurde er 1814 bis 1816 Botschafter im verbündeten Portugal, bevor er 1816 President of the Board of Control of India wurde. 1820 trat er erneut zurück und sah seine politische Karriere bereits als beendet an. Der plötzliche Selbstmord Castlereaghs 1822 wendete jedoch Cannings politisches Schicksal mit einem Schlag und er wurde dessen Nachfolger im Außenministerium, wo er fünf Jahre lang wegweisende Richtungsentscheidungen traf und Großbritanniens außenpolitischen Kurs auch für die nachfolgenden Jahrzehnte nachhaltig prägte. Nach Liverpools gesundheitsbedingtem Rücktritt 1827 wurde Canning sein Nachfolger. Bereits seit längerem gesundheitlich angegriffen, starb er nach nur 119 Tagen im Amt, der lange Zeit (bis zum Rücktritt von Liz Truss im Jahr 2022) kürzesten Amtszeit eines Premierministers.

## Leben

### Frühe Jahre

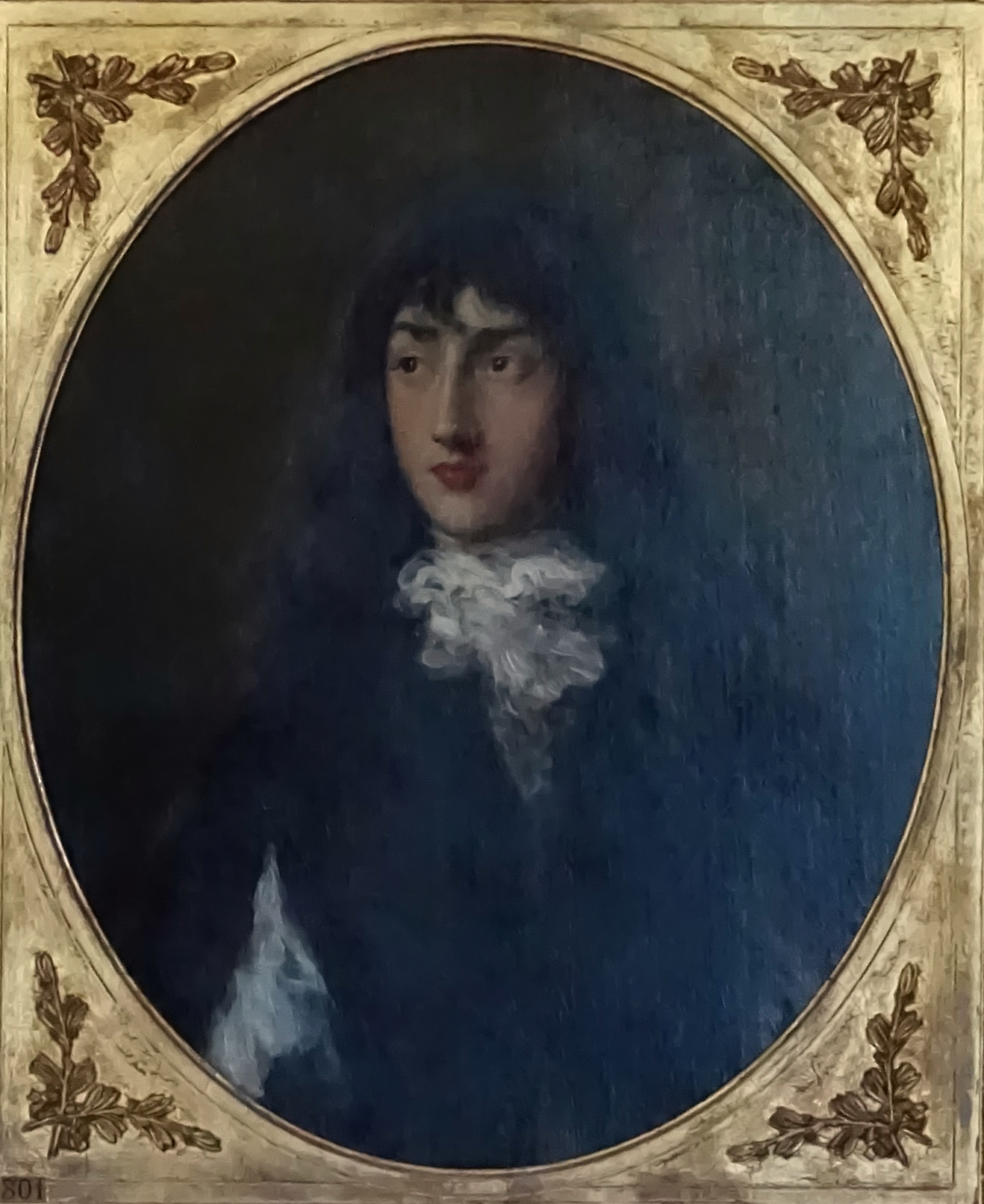
Der junge George Canning

Canning wurde in ärmlichen Verhältnissen geboren. Die Familie seines Vaters George (circa 1730–1771) war seit der Zeit von Jakob I. im nordirischen Ulster ansässig gewesen und fester Teil der anglo-irischen Gentry. Sein Vater war jedoch nach London gezogen, wo er ein bohemienhaftes Leben lebte und sich erfolglos in verschiedenen Berufen versuchte. Um seine substanziellen Schulden zu begleichen, verzichtete er im Gegenzug auf das Familienerbe und erhielt fortan lediglich eine jährliche Zuwendung. Er starb, als Canning ein Jahr alt war. Der Großvater stellte die ordentliche Familiennachfolge nicht wieder her und stellte die Zahlung der jährlichen Zuwendungen ein. Cannings Mutter Mary Ann (1747–1827), eine Irin, stammte aus einer respektablen, aber armen Familie. Um den Lebensunterhalt zu finanzieren, begann sie damit, als Schauspielerin auf diversen Provinzbühnen in England aufzutreten, und lebte mit wechselnden Partnern zusammen. Der junge George Canning erhielt zunächst nur eine rudimentäre Ausbildung. Ein anderer Schauspieler namens Moody schrieb alle Verwandten Cannings an und warnte sie, dass der Junge „auf dem Weg zum Galgen“ sei. Sein Onkel Stratford Canning (1744–1787), ein wohlhabender Londoner Kaufmann, nahm sich daraufhin des Jungen an; er schickte ihn zunächst auf die renommierte Vorbereitungsschule Hyde Abbey. Danach ermöglichte er ihm eine Ausbildung am elitären Eton College und am Christ Church College in Oxford. Canning brillierte dort als Schüler und Student vor allem in der Klassischen Altertumswissenschaft, zudem tat er sich in Debattierclubs hervor und verfasste als Journalist satirische Beiträge in Schul- bzw. Studentenzeitungen, von denen The Microcosm herausragte als eine Publikation, die einigen Ruhm erlangte und auch außerhalb des Schulgeländes von Eton mit Erfolg verkauft wurde. In Oxford war er Mitgründer des Speech Club, einem Debattierclub. Mit einigen Kommilitonen wie Robert Jenkinson (später Lord Liverpool) und Granville Leveson-Gower schloss er bleibende Freundschaften, die jedoch über die Jahre durch Cannings Neigung zu spöttischem Witz und Satire immer wieder auf die Probe gestellt wurden. Danach beschritt er den Weg des Rechtsanwalts, war jedoch bereits entschlossen, so bald wie möglich in die Politik zu wechseln.
Für seine spätere Karriere erwies sich Cannings bescheidene Herkunft als Hypothek; als Sohn einer Schauspielerin (der Beruf des Schauspielers stand zu dieser Zeit am unteren Ende des sozialen Renommees) wurde er in der politischen Sphäre, die immer noch von Aristokratie und Gentry dominiert wurde, oft mit herablassendem Snobismus betrachtet. Seine bescheidenen Anfänge und sein späterer wechselhafter Aufstieg sorgten dafür, dass er von Biographen als der Oliver Twist der britischen Politikgeschichte beschrieben wurde.

### Erste politische Schritte
Cannings Onkel gehörte der Whig-Partei an und machte seinen Neffen mit anderen Whigs wie Charles James Fox, Edmund Burke und Richard Sheridan bekannt. Auch Canning war zunächst ein Anhänger der Whigs und sah Burke als Vorbild an, an dem er sich orientierte. Noch als Burke 1797 starb, schrieb Canning: „Dies ist ein Ereignis, das die ganze Welt angeht – Burke ist tot!“. Unter dem Eindruck der Französischen Revolution, die zunehmend chaotischer und blutiger verlief, kam es jedoch zu einer Verschiebung der Parteiallianzen in der britischen Politik. Burke rückte von Fox ab, weil er im Gegensatz zu Fox die Französische Revolution äußerst kritisch sah. Während Fox die Französische Revolution (und später auch Napoleon) feierte, beklagte Burke die Opfer der Revolution, charakterisierte die Revolution als maßlos und prophezeite, dass sie in einem militärischen Diktator enden werde. Gemeinsam mit dem Herzog von Portland und anderen trennte er sich von Fox’ Whigs. Den ehemaligen politischen Gegner Premierminister William Pitt den Jüngeren sah er nun vor allem als den Gegner der Revolution. Auch Canning folgte dieser Deutung und wandte sich von den Whigs ab; 1792 wechselte er seine politische Orientierung. Sowohl Theo Barclay als auch John Campbell sehen in seiner politischen Neuorientierung eine Kombination aus Opportunismus und ideologischem Drift. Am 15. August 1792 hatte er ein Treffen mit William Pitt dem Jüngeren, der sofort Canning als politisches Talent und sein Potential erkannte, und versprach, ihm schnellstmöglich einen Parlamentssitz zu besorgen. Durch Pitts Schutz wurde Canning 1793 Parlamentsabgeordneter für Newtown auf der Isle of Wight, einem Rotten borough. Im Unterhaus zeigte er sich zunächst bewusst vorsichtig im Hinblick auf seinen Ruf und späteren Karrierechancen. So blieb er auf Pitts Rat hin einer Sitzung fern, die die Frage der Katholikenemanzipation zum Thema hatte, da er zwar mit der Gleichstellung der Katholiken sympathisierte, aber wegen der Unpopularität der Katholikengleichstellung in manchen Zirkeln seinen Namen andererseits (zunächst) nicht offen mit dieser Sache verbinden wollte. Ende 1795 gab Pitt ihm seinen ersten Regierungsposten im Außenministerium. Canning bewunderte Pitt zunehmend; Giles Hunt vertrat in seiner Studie The Duel: Castlereagh, Canning and Deadly Cabinet Rivalry die Ansicht, dass Canning in Pitt im Laufe der Zeit unterbewusst eine Art Vaterersatz sah. 1796 wechselte Canning seinen Wahlkreis und kandidierte für Wendover in Buckinghamshire, ebenfalls ein rotten borough. Dank Pitts Vermittlung heiratete er 1799 eine reiche Erbin, deren Einkommen seine politische Karriere unterstützte. Seinem zweiten Sohn gab er den Taufnamen William Pitt Canning. Im Unterhaus machte sich Canning bald einen Namen als scharfzüngiger Redner und rhetorisches Schwergewicht. Auch als Autor zeigten sich Cannings Fähigkeiten und Wortwitz; in einem satirischen Magazin (dem Anti-Jacobin) wandte er sich gegen die Französische Revolution und ihre führenden Köpfe, die er voller Ironie verspottete. In rhetorisch ausgefeilten Beiträgen kritisierte er die Opposition um Fox für ihre Haltung, dass mit dem Frankreich von Robespierre und der Guillotine ein Einvernehmen möglich sei.
Canning wurde ein prominenter Redner und verfügte bald im Unterhaus über eine eigene kleine Anhängerschaft; er war einer der ersten Politiker im Land, die einen intensiven Wahlkampf führten, indem sie viele Reden außerhalb des Parlaments hielten. Auf der anderen Seite wirkte er auch polarisierend und hatte den Ruf, andere – auch Freunde – mit seiner dominanten Wesensart und seinem oft spöttischem Wortwitz vor den Kopf zu stoßen und von sich zu entfremden. Zusätzliche Gegner machte sich Canning durch seine enge Beziehung zu Pitt, der ihn in seinen inneren Kreis aufgenommen hatte und ein freundschaftliches Verhältnis mit Canning pflegte.

### Erste Ministerämter

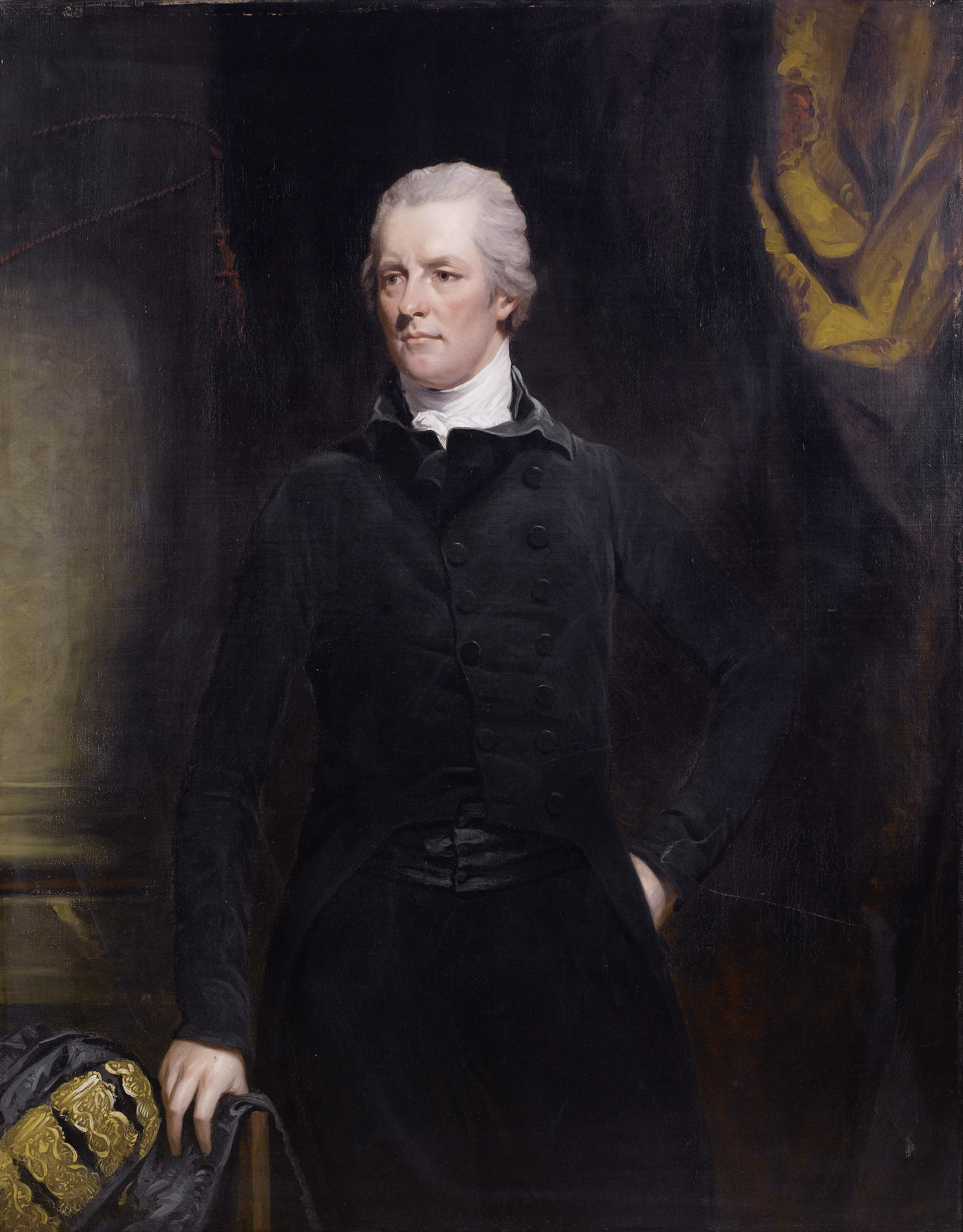
Cannings Förderer und Idol: William Pitt der Jüngere (nach 1806)

Seinen ersten ministeriellen Posten erhielt er 1795, als er Unterstaatssekretär im Außenministerium wurde. In dieser Position erwies er sich als starker Unterstützer Pitts. Er stand oft auf dessen Seite bei Meinungsverschiedenheiten mit dem Außenminister Lord Grenville. 1799 wurde er Mitglied der Kontrollkommission; 1800 folgte die Beförderung zum Zahlmeister der Streitkräfte, mit der auch die Berufung ins Privy Council einherging. Im gleichen Jahr heiratete er – mit Pitt als einem der Trauzeugen – die reiche Erbin Joan Scott, die ihm drei Söhne und eine Tochter gebar. Als Pitt versuchte, 1801 die politische Gleichstellung der Katholiken zu erreichen, scheiterte er am Widerstand von König Georg III. und trat als Premierminister zurück. Loyal folgte Canning ihm in die Opposition. Einer Bekannten schrieb er: „Ich trete zurück, weil Pitt zurücktritt. Und das ist schon alles.“
Pitt, der König Georg III. seinen Nachfolger Henry Addington selbst empfohlen hatte und Addington auch unterstützte, empfahl einigen seiner vielversprechenden Protegés, in der Regierung zu bleiben bzw. in Addingtons Kabinett zu dienen. Während Viscount Castlereagh, Spencer Perceval und andere seinem Rat folgten, verblieb Canning in der Opposition und lehnte die Offerte ab, in Addingtons Kabinett einzutreten. Er animierte Pitt (erfolglos) wiederholt dazu, die Regierung zu Fall zu bringen und selbst wiederum als Premierminister die Regierung zu bilden. Im Unterhaus attackierte er die Regierung regelmäßig. Dazu verspottete er Addington offen mit einem Bonmot: „Pitt is to Addington As London is to Paddington“ (dt.: Pitt im Vergleich zu Addington verhält sich wie London zu Paddington.) Damit erntete er Applaus und Gelächter von seinen Anhängern, machte sich jedoch Addington zu einem lebenslangen Feind. Zugleich verärgerte er Pitt, der Addington als seinen temporären Platzhalter ansah und bei Canning einen „zügellosen Ehrgeiz“ wirken sah. Im Jahr 1804 stürzte Addingtons Regierung und Pitt kehrte ins Amt des Premierministers zurück. Canning, der sich Hoffnungen auf das Außenministerium gemacht hatte, musste sich in Pitts Regierung mit einem untergeordneten Regierungsposten außerhalb des Kabinetts begnügen – als Schatzmeister der Marine. Auch diesen Posten verlor er beinahe durch eine Auseinandersetzung mit seinem alten Freund Lord Hawkesbury (später Lord Liverpool), der in Addingtons Regierung gedient hatte, sich durch Cannings Kritik beleidigt fühlte und zurücktreten wollte. Pitt, immer noch verärgert über Cannings Handlungen, gab zu verstehen, dass er eher Canning als Hawkesbury verlieren würde. Hawkesbury zeigte sich nicht nachtragend und so blieb es bei der Postenverteilung. Auch bei nachfolgenden Vakanzen im Kabinett wurde Canning übergangen. Canning, der sich gedemütigt fühlte, suchte im Juli 1805 ein klärendes Gespräch mit Pitt, der ihm den nächsten offenen Kabinettsposten versprach.
Pitt starb jedoch im Januar 1806, bevor er dieses Versprechen umsetzen konnte. Daraufhin bildeten William Grenville und Charles James Fox die sogenannte Regierung aller Talente. Canning beteiligte sich nicht an der Regierungsbildung; nach einer Übereinkunft mit den anderen jungen „Pittites“ (wie Castlereagh und Spencer Perceval) ging die Gruppe gemeinschaftlich in die Opposition. Die Regierung aller Talente erwies sich als kurzlebig; nach Fox’ Tod im September 1806 verlor sie ihren führenden Kopf. Grenville trat daraufhin an Canning heran, um ihn (und möglicherweise auch Perceval) in die Regierung einzubinden. Canning lehnte das Angebot jedoch ab und verblieb bei der Gruppe. Ein Versuch Grenvilles, die Katholikenemanzipation zu verwirklichen, scheiterte Anfang 1807 am Widerstand des Königs und bedeutete den Sturz der Regierung.

### Zum ersten Mal Außenminister

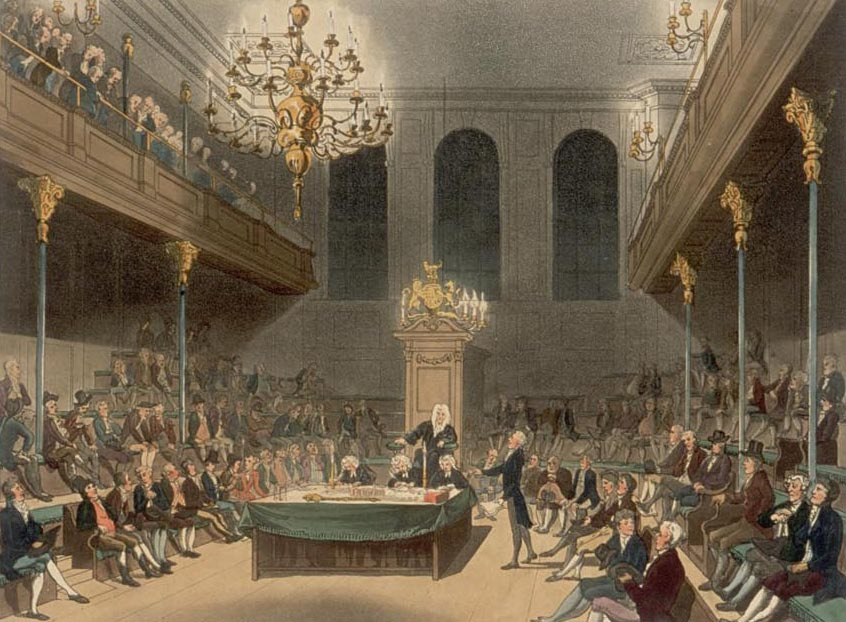
Das Unterhaus 1808

Daraufhin bildete der Herzog von Portland auf Einladung des Königs eine neue Regierung. Wie bereits in seiner ersten Amtszeit als Premierminister (1783) war Portland erneut viel eher eine Galionsfigur als der eigentliche Kopf der Regierung. Die führenden Köpfe im Kabinett war ein Quartett junger Politiker, die alle Pitts Protegés gewesen waren: Neben Canning als Außenminister zählte dazu Castlereagh als Kriegsminister, dazu kamen Spencer Perceval in seiner Doppelfunktion als Schatzkanzler und Führer des Unterhauses sowie der Innenminister Lord Hawkesbury (der 1808 nach dem Tod seines Vaters den Titel Earl of Liverpool erbte, mit dem er bekannt wurde). Zum Kabinett gehörte weiterhin auch Castlereaghs Onkel Lord Camden, der als Lord President of the Council amtierte. Canning forderte bei der Regierungsbildung zusätzlich den Posten des Führers im Unterhaus ein, den Castlereagh innehatte. Castlereagh war zwar bereit, dieses (als Belastung empfundene) Amt abzugeben, weigerte sich jedoch, es Canning zu überlassen. Als Kompromisslösung fiel die Aufgabe deshalb an Spencer Perceval.
Das große übergreifende Thema der neuen Regierung war der seit Jahren andauernde Krieg gegen das napoleonische Frankreich. Großbritannien stand 1807 weitgehend isoliert und sah sich einem als militärisch überlegen empfundenen Gegner gegenüber, der den europäischen Kontinent dominierte. Wie bereits seine Vorgänger war auch das Kabinett Portland uneins über die richtige Strategie. Im Kabinett kam es schnell zu zahlreichen Unstimmigkeiten, die die Regierung zunehmend lähmten. Premierminister Portland erwies sich als führungsschwach, träge und konfliktscheu; er besuchte die Kabinettssitzungen nur selten, im Oberhaus meldete er sich in den folgenden Jahren kein einziges Mal zu Wort. Als direktes Resultat von Portlands Schwäche waren die einzelnen Ressorts sich weitgehend selbst überlassen. Dadurch gab es im Kabinett keine höhere Autorität, die als Schiedsrichter Unstimmigkeiten zwischen den Ressorts beilegen konnte.
Als Außenminister entfaltete Canning bald eine rege Aktivität und wurde schnell zur treibenden Kraft in der Regierung. Er trug die Hauptverantwortung für die Diplomatie Großbritanniens während der napoleonischen Kriege und er war verantwortlich für den Plan, Napoleon durch den Angriff auf die dänische Flotte in Kopenhagen auszumanövrieren: Um die maritime Überlegenheit der Royal Navy abzusichern, regte Canning erfolgreich an, die Flotte des neutralen Dänemarks entweder über diplomatische Offerten oder notfalls durch Gewalt zu neutralisieren, um sie dem drohenden Zugriff Napoleons zu entziehen. Parallel dazu überredete er die portugiesische Königsfamilie, nach Brasilien zu fliehen, um die portugiesische Flotte vor Napoleons Zugriff zu bewahren. Auch als sich durch Napoleons militärischer Intervention in Spanien die Möglichkeit bot, einen neuen Kriegsschauplatz zu eröffnen, war Canning der Taktgeber hinter der eilig getroffenen Entscheidung, Truppen unter Führung Arthur Wellesleys (dem späteren Herzog von Wellington) auf die iberische Halbinsel zu verschiffen, um dort den Aufstand gegen Napoleon zu unterstützen. Alle diese Initiativen waren von Kriegsminister Castlereagh unterstützt worden. Beide gerieten allerdings im Kabinett über die Frage des passenden Oberbefehlshabers mehrmals in Konflikt. Canning sah den bisherigen Befehlshaber Wellesley als geeignete Wahl an, Castlereagh unterstützte im Kabinett die Forderungen von König Georg III. nach einem formal ranghöheren Offizier und setzte sich damit schließlich durch.
Wellesley schlug die Franzosen im August 1808 in der Schlacht von Vimeiro, wurde dann aber den beiden Generälen Burrard und Dalrymple unterstellt. In der Konvention von Cintra verspielten beide den eben errungenen Vorteil mit einem ungünstigen Waffenstillstand. Auch der nun anstelle der beiden abberufenen Generäle entsandte – und wiederum von Canning kritisch gesehene – John Moore schlug sich aus Sicht des britischen Kabinetts nicht viel besser und musste seine Armee nach dem Eingreifen Napoleons zurückziehen. Moore fiel im Januar 1809 bei einem Rückzugsgefecht, wodurch Wellesley erneut Oberbefehlshaber wurde. Die Armee wurde zunächst evakuiert und im Frühjahr nach Portugal entsandt.
Auch wenn er intern selbst heftige Kritik geübt hatte, verteidigte Canning den Feldzug Moores im Unterhaus gegen die heftigen Angriffe der Opposition in einer machtvollen und einhellig als denkwürdig gefeierten Rede, womit er die Regierung bei der nachfolgenden knappen Abstimmung vor einer Niederlage bewahrte.
Canning forderte nun im Kabinett eine Konzentration der begrenzten militärischen Kräfte auf den iberischen bzw. portugiesischen Kriegsschauplatz. Dagegen bereitete Castlereagh parallel zur iberischen Kampagne auch eine britische Invasion in den Niederlanden oder in Nordfrankreich vor, um so den Verbündeten Österreich zu unterstützen und militärisch zu entlasten. Dies führte zu Castlereaghs Plan der Walcheren-Expedition. Canning sah dadurch den Erfolg der iberischen Kampagne gefährdet, unterwarf sich jedoch widerwillig der mehrheitlich getroffenen Entscheidung des Kabinetts. die den Plan unterstützte.

### Duell mit Castlereagh

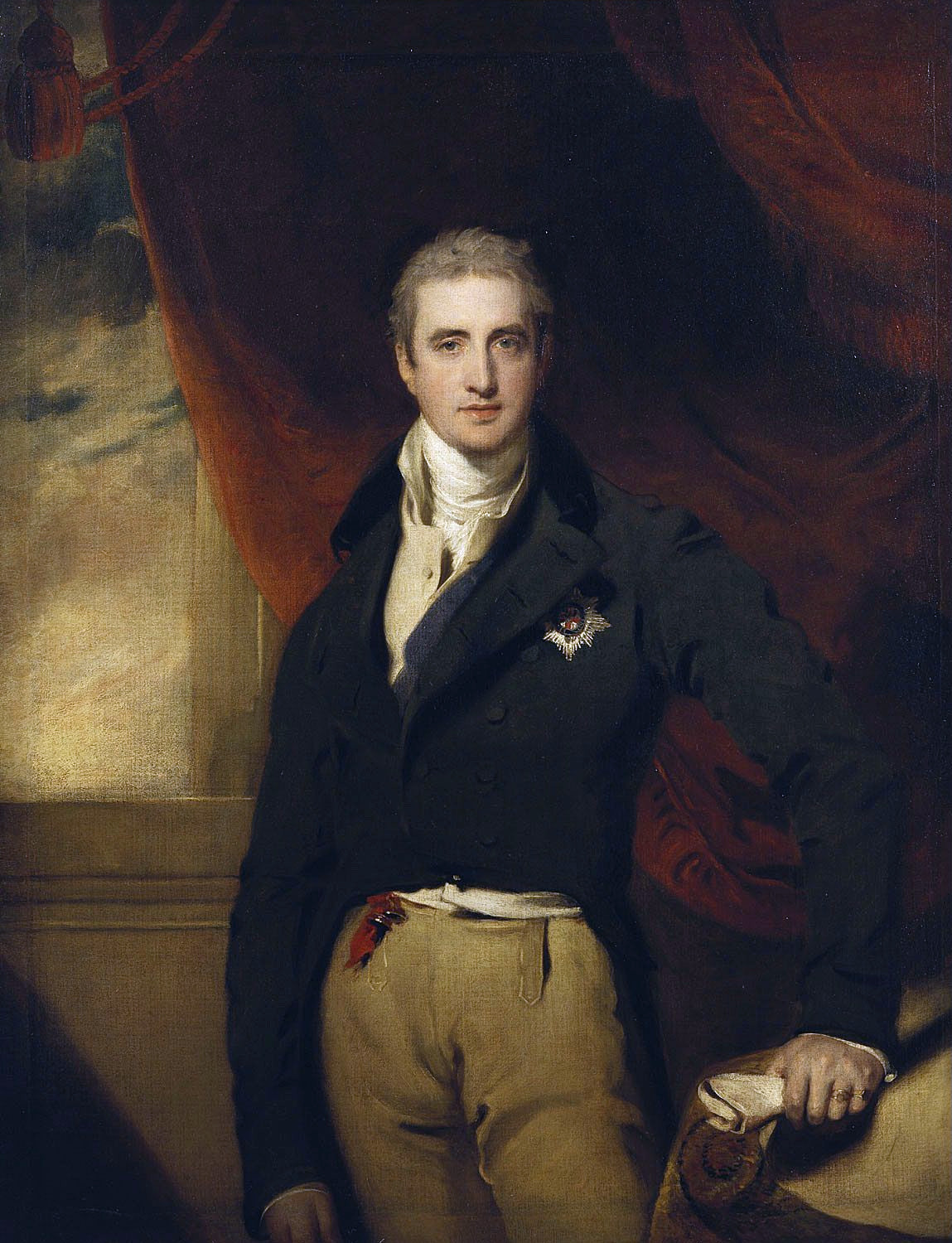
Viscount Castlereagh, Porträt von Thomas Lawrence (um 1810)

Canning, der ohnehin seit langem eine niedrige Meinung von Castlereaghs Fähigkeiten hatte, begann nun eine Diskussion mit Premierminister Portland und erklärte ihm offen, dass die Regierung in ihrer derzeitigen Form nicht geeignet sei, ihre Aufgaben zu erfüllen. Zudem deutete er seinen Rücktritt an. Ein paar Tage später traf er mit Portland auf dessen Landsitz in Buckinghamshire zusammen und erneuerte seine Ausführungen. Er riet Portland (aus gesundheitlichen Gründen) zum Rücktritt. Außerdem forderte er eine personelle Neubesetzung im Kriegsministerium. Portland, der weder Canning noch Castlereagh verlieren wollte, stimmte zwar grundsätzlich zu, unternahm aber zunächst keine weiteren Schritte. Er informierte stattdessen zunächst Lord Bathurst (den Präsidenten des Handelsamts) und den König, nicht jedoch Castlereagh. Über den Sommer wurden weitere Minister in die Diskussionen über die Kabinettsumbildung und die Frage, wie mit Castlereagh umzugehen sei, einbezogen. Auch Castlereaghs Onkel Lord Camden war involviert, konnte sich jedoch nicht überwinden, seinem Neffen offen über die Vorgänge zu berichten. Portland und Canning gingen zunächst vom Gegenteil aus und erfuhren erst Tage später, dass Camden untätig geblieben war. König Georg III. lehnte den Rücktritt Cannings ab und verbot Portland gleichzeitig, Castlereagh über die Vorgänge zu informieren. Giles Hunt sieht in den Handlungen des Königs den Versuch, den ungemein talentierten, aber als Emporkömmling betrachteten Canning einerseits nicht zu verlieren, andererseits zumindest aber als Premierminister zu verhindern. Im April drohte Canning Portland mit seinem Rücktritt, wenn Castlereagh nicht durch Lord Wellesley ersetzt würde. Portland sagte zu, diesen Wechsel bei passender Gelegenheit vorzunehmen, hielt diese Übereinkunft aber geheim.

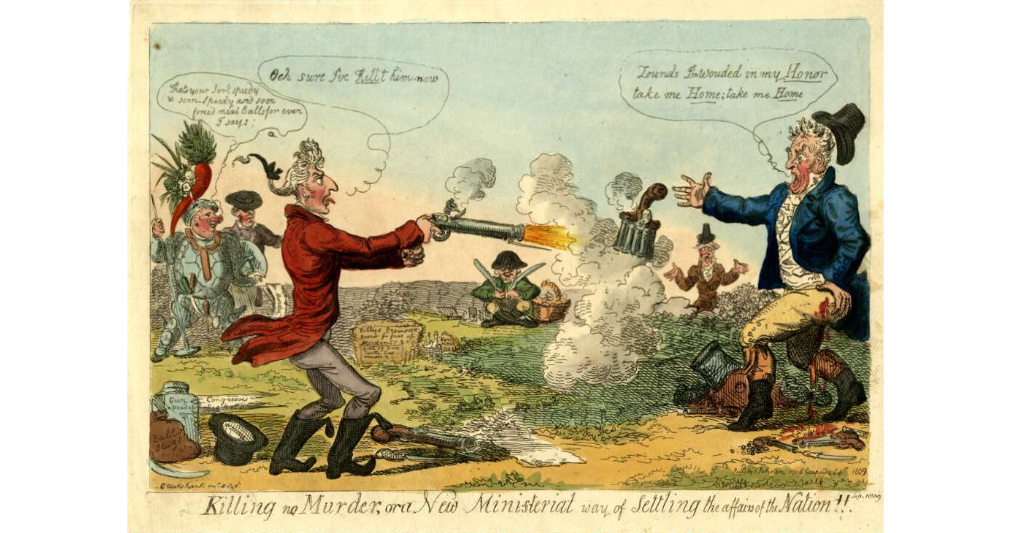
Satirische Darstellung des Duells zwischen Castlereagh und Canning von Isaac Cruikshank

Castlereagh erfuhr im September 1809 schließlich von der Abmachung. Er war wütend und verlangte Wiedergutmachung. Er forderte Canning zu einem Duell, welches am 21. September 1809 ausgetragen wurde. Canning hatte nie zuvor eine Pistole abgefeuert. So verfehlte er seinen Gegner bei beiden Waffengängen, während Castlereagh ihn beim zweiten Waffengang am Oberschenkel verwundete. Da der Schuss lediglich durch das Fleisch des Oberschenkels gegangen und keine Arterie getroffen hatte, hatte er nur einen geringen Blutverlust verursacht und Cannings Wunde war nach wenigen Wochen bereits wieder komplett geheilt.
In der Folge gab es große Empörung darüber, dass zwei Kabinettsminister zu solch einer Methode gegriffen hatten. Die öffentliche Meinung sah zunächst mehrheitlich Canning im Recht. Am 3. Oktober 1809 veröffentlichte Castlereagh eine Rechtfertigung, was einen Meinungsumschwung bewirkte, da Castlereagh nun als Opfer einer Verschwörung seiner Kabinettskollegen gesehen wurde, die heimlich gegen ihn konspiriert hatten.

### Auf den Hinterbänken
Nachdem Spencer Perceval im Mai 1812 von einem Bankrott gegangenen Geschäftsmann ermordet worden war, versuchte der Prinzregent, eine neue Regierung in verschiedenen Kombinationen zu finden. Schließlich beauftragte er Lord Liverpool mit der Regierungsbildung. Mit dem neuen Premierminister und weiteren führenden Ministern im Oberhaus war die neue Regierung im Unterhaus nur durch den bekannt schlechten Redner Castlereagh als führendem Vertreter vertreten. Dem Prinzregent war sehr an einer Rückkehr Cannings in die Regierung gelegen, deshalb warb er in einem Brief an Castlereaghs Halbbruder Charles dafür, dass es an Castlereagh (zumal als Gewinner des Duells) sei, großzügig zu sein und Canning eine Hand zu reichen, um ihn folgend wieder in das Kabinett zu integrieren. Liverpool vermittelte ein Treffen zwischen Canning und Castlereagh, bei dem beide sich die Hand gaben und Castlereagh anbot, das Außenministerium freizumachen und als Schatzkanzler ins Schatzamt zu wechseln, um Canning die Rückkehr in die Regierung zu ermöglichen. Canning lehnte das jedoch ab, weil er dazu auch Führer des Unterhauses werden wollte. Castlereagh, der den Posten seit Percevals Tod hielt, fand es mit seiner Würde unvereinbar, beide Posten an Canning abzutreten. Liverpool und der Prinzregent versuchten daraufhin, einen Kompromiss herbeizuführen, indem sie die Führerschaft im Unterhaus auf beide Schultern übertragen wollten und erinnerten Canning diskret daran, dass er mit seiner überlegenen Debattenstärke ohnehin sehr schnell primus inter pares wäre. Canning blieb jedoch bei seiner Forderung und lehnte auch diesen Kompromiss ab. Canning zeigte sich unversöhnlich und sah sich auch weiter als Pitts wahrer Erbe an. Seit Pitts Tod erkenne er keinen anderen Führer an, gestand er seiner Frau.
In den Wahlen 1812 wechselte er seinen Unterhaussitz; statt wie bisher in einem Pocket borough zu kandidieren, bewarb er sich für einen der beiden bevölkerungsreichen Unterhaussitze der Stadt Liverpool. Er gewann die Wahl, trotzdem er ein ausgesprochener Gegner des Sklavenhandels war und die Handelsmetropole Liverpool vor allem im 18. Jahrhundert ein Profiteur des transatlantischen Handels von Sklaven gewesen war. Bekannten gestand er, dass er die öffentlichen Auftritte dort genoss und zeigte sich befriedigt über seine gestiegene Legitimation als Volksvertreter einer großen Handelskapitale.

### Rückkehr in die Regierung
1814 erkrankte sein Sohn George und auf ärztlichen Rat beschloss er, mit seiner Familie in ein wärmeres Klima zu ziehen. Auf die Bitte von Premier Liverpool wurde er britischer Botschafter in Portugal, wo er in Briefen an Freunde einräumte, dass sein ablehnendes Verhalten 1812 eine große „Torheit“ gewesen sei. Schon im Folgejahr kehrte er wieder zurück, als Lord Buckingham verstarb und Lord Liverpool Canning bat, zurückzukehren und den vakanten Posten im Board of Control zu übernehmen. 1816 nahm er nach einigem Zögern Liverpools Angebot an und wurde Präsident des Kontrollrats der Ostindien-Kompanie (Board of Control). Ab 1818 übte er zunehmenden Einfluss auf Castlereaghs Außenpolitik aus, der sich im Kabinett wiederholt mit Cannings Bedenken konfrontiert sah, dass Großbritannien sich nicht an die Heilige Allianz binden dürfe. In Übereinstimmung mit der Mehrheit im Kabinett warnte Canning wiederholt vor einem Engagement in Kontinentaleuropa, so dass Castlereagh immer stärker einen Balanceakt vollbrachte; während er einerseits dem österreichischen Minister Metternich seine Solidarität versicherte, vermied er andererseits feste Zusagen. Dies führte zu einem langsamen Prozess der Entfremdung Großbritanniens von den europäischen Mächten.
Canning wollte immer noch Leader of the House werden, fand jedoch dieses Amt weiter durch Castlereagh blockiert. Liverpool bot ihm stattdessen das Home Office an, was in den Augen von John Campbell am besten als vergifteter Kelch gewertet werden kann. Der frustrierte Canning zog in Erwägung, aus der Politik auszuscheiden und stattdessen Governor-General Indiens zu werden, um seine prekären Finanzen aufzubessern. Zum Rücktritt wurde er schließlich von der dominierenden politischen Frage des Jahres 1820 gedrängt: Der neue König Georg IV. trieb seine Pläne voran, seiner seit langem von ihm getrennt lebenden Gattin Caroline von Braunschweig die Rechte einer Königin vorzuenthalten und die Ehe mit ihr aufzulösen. Caroline war dagegen aus Italien zurückgekehrt, um bei der Krönung von König Georg IV. ihren Platz als künftige Königin einzunehmen. Die Regierung war bemüht, die Angelegenheit so taktvoll wie möglich zu behandeln; Canning selbst war in einer äußerst heiklen Position. Vor seiner Ehe war Canning mit Caroline gut befreundet gewesen, eine kurze Affäre wird von den Historikern zumindest nicht gänzlich ausgeschlossen. Widerstrebend trat Canning deshalb aus der Regierung zurück, weil er sich außerstande sah, Teil der Regierung zu sein, die Anklage gegen Caroline erhob. Liverpool wollte ihm die Tür für eine Rückkehr jederzeit offenhalten und ihm die Admiralität offerieren, als die Scheidungsfrage zwischen König Georg IV. und Caroline geklärt war. Jedoch fand Canning den Weg zurück nun vom König blockiert, der wütend über Cannings Verhalten war und glaubte, dass es zwischen Caroline und Canning zu einer Affäre gekommen war. Liverpools Position war nicht stark genug, um sich über das royale Veto hinwegzusetzen und so fand sich Canning wiederum in der politischen Wildnis wieder. Auch als Liverpool Anfang 1822 die Gruppe um Grenville in die Regierung integrieren konnte und damit Pitts alte Parteigruppe wieder vereinte, war Canning ausgegrenzt. Er sah seine Karriere im Unterhaus bereits als beendet an und wollte nach Indien gehen, wo er als Generalgouverneur hätte dienen können.

### Erneut Außenminister

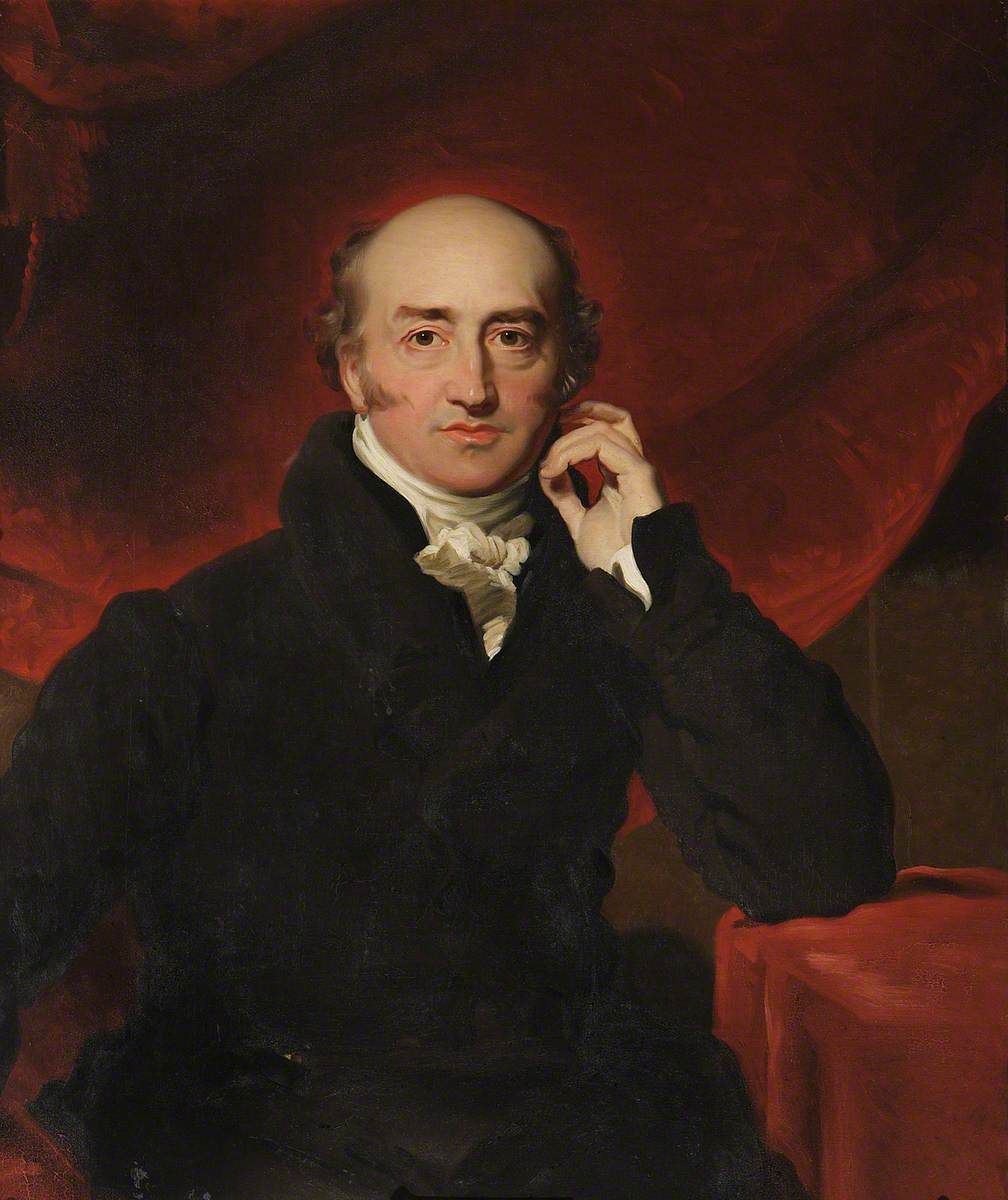
George Canning, Porträt von Thomas Lawrence (um 1822)

Castlereagh, inzwischen Marquess of Londonderry, beging 1822 Selbstmord. Sein Tod kam für die Zeitgenossen wie ein Schock, für drei Wochen stand der Regierungsbetrieb praktisch still. Premierminister Liverpool war nun entschlossen, Canning als Nachfolger in die Regierung zu holen, traf jedoch auf Widerstand im Kabinett. Der König war ebenfalls ungeduldig darauf bedacht, Canning nach Indien gehen zu sehen. Liverpool setzte sich mit Unterstützung des einflussreichen Duke of Wellington im Kabinett durch. Wellington überredete auch den König, sein Veto aufzuheben. Am 8. September 1822 wurden Canning beide vakante Posten angeboten und er wurde Castlereaghs Nachfolger, sowohl als Außenminister als auch als Führer des Unterhauses.
Er übernahm das Außenministerium in einer Zeit, als die Kluft zwischen den liberalen und reaktionären Bewegungen immer schärfer zu Tage trat. In Kontinentaleuropa dominierte die reaktionäre Restauration der Heiligen Allianz, vor allem vertreten vom österreichischen Minister Metternich, Zar Alexander und den französischen Bourbonen. Auf der anderen Seite kam es immer wieder zu liberalen Umsturzbewegungen in Europa und auch in Südamerika verstärkt zu Unabhängigkeitsbewegungen.
In seiner zweiten Amtszeit als Außenminister begann Canning nun, den bereits eingeleiteten Prozess der Distanzierung von kontinentaleuropäischen Angelegenheiten fortzuführen. Er distanzierte sich ganz offen von der Heiligen Allianz. Weiter bemühte er sich erfolgreich darum, Südamerika von französischem Einfluss fernzuhalten. Dazu unterstützte er die Monroe-Doktrin des amerikanischen Präsidenten. Er unterstützte auch die ständig wachsende Zahl der Gegner der Sklaverei, das griechische Unabhängigkeitsstreben und die portugiesische Königin Maria II. gegen Dom Miguel. Seine außenpolitischen Weichenstellungen setzte er im Kabinett unnachgiebig, zum Teil auch mit Androhung seines Rücktritts, durch – Premierminister Liverpool beklagte einem Freund gegenüber, dass Canning zu Kabinettssitzungen regelmäßig mit einem ausformulierten Rücktrittsgesuch erscheine.
Zunächst war Canning mit der französischen militärischen Intervention in Spanien konfrontiert, die die liberale Regierung aufhob und das Regime von König Ferdinand VII. reinstallierte. Die französische Intervention überzeugte Canning davon, sich aus dem Kongresssystem zurückzuziehen. Er setzte die Intervention zudem in einen weiteren Kontext und sah durch Frankreichs Präsenz in Spanien die Gefahr eines Ausgreifens Frankreichs und der reaktionären Heiligen Allianz nach Südamerika, wo sich die meisten spanischen Kolonien (außer Peru und Kuba) im Aufstand gegen die koloniale Herrschaft befanden. 1818 hatte Castlereagh noch Anfragen der USA zurückgewiesen, die die Unabhängigkeit der spanischen Kolonien durchsetzen wollten. Canning dagegen entwarf eine neue Strategie und teilte Wellington am 25. September 1823 mit, dass ein Ausgreifen Frankreichs in die aufständischen spanischen Kolonien inakzeptabel sei. Vom 9. Oktober 1823 bis zum 12. Oktober konferierte er mit dem französischen Botschafter in London, Jules de Polignac.
Er setzte fünf Prinzipien durch, die er kurz darauf in öffentlichen Memoranden verbreiten ließ. Erstens wurde jeder Versuch, Spanisch-Amerika wieder unter die alte koloniale Herrschaft zu bringen, als hoffnungslos deklariert und für diesen Fall versteckt eine militärische Intervention der überlegenen Royal Navy angedroht. Zweitens wurde jedes britisches Interesse an eigenen Erwerbungen in Spanisch-Amerika verneint. Drittens wurde im Fall einer Intervention die sofortige Anerkennung angekündigt. Viertens distanzierte sich Großbritannien von Plänen, Monarchien in Spanisch-Amerika zu errichten. Der fünfte Punkt war ironisch und führte aus, dass der britische Außenminister (Canning) nicht verstehe, warum ein europäischer Kongress nicht die Vereinigten Staaten von Amerika hinzuziehe.
Parallel dazu suchte Canning auch den Kontakt mit der US-Regierung und versuchte in Gesprächen mit dem amerikanischen Gesandten in London, Richard Rush, im August und September 1823 ein Bündnis und eine Verständigung auf ein gemeinsames Vorgehen zu erreichen. Beide Staaten sollten eine gemeinsame Position zur Unabhängigkeit der südamerikanischen Republiken ausformulieren und einer möglichen Intervention der europäischen Mächte öffentlich entgegentreten. Cannings Vorschlag wurde nach Washington weitergeleitet und dort vom Kabinett diskutiert. Monroe zog auch seine beiden Vorgänger James Madison und Thomas Jefferson zu den Gesprächen hinzu, die Monroe rieten, Cannings Offerte anzunehmen. Das amerikanische Misstrauen gegen die alte britische Kolonialmacht verhinderte allerdings diese Verständigung. Vor allem Außenminister John Quincy Adams machte seine Bedenken geltend. Stattdessen planten er und Präsident James Monroe ihre eigene Erklärung gegenüber der „Heiligen Allianz“. Am 2. Dezember verkündete Präsident Monroe vor dem Kongress die Monroe-Doktrin, die ebenfalls die Unabhängigkeit der Staaten auf dem amerikanischen Doppelkontinent von den europäischen Mächten deklarierte. Canning zeigte sich dennoch befriedigt und sah die Balance zwischen den despotischen Kräften in Europa und den liberalen Kräften wiederhergestellt.

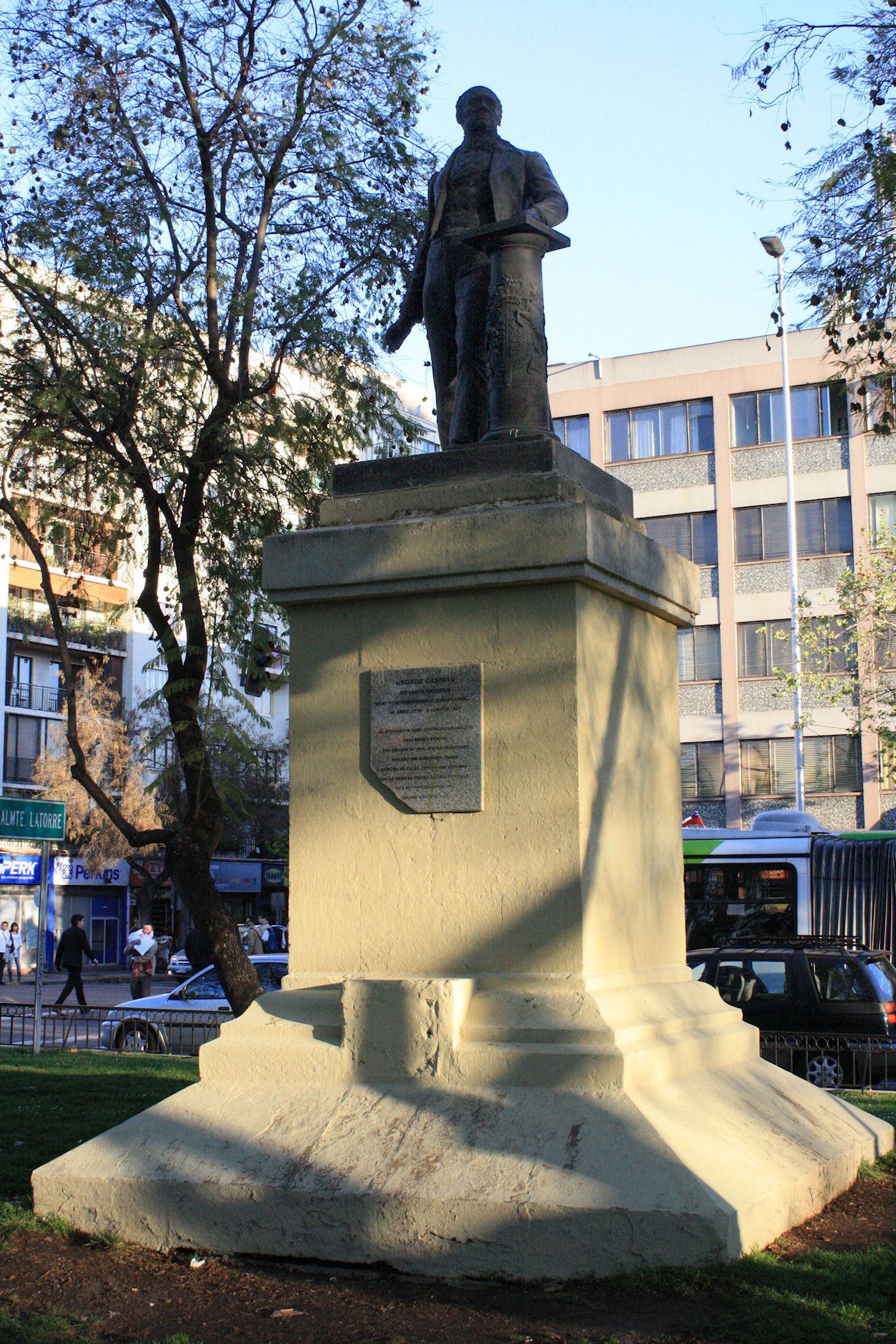
Statue Cannings in Santiago de Chile

Als Markenzeichen seiner zweiten Amtszeit entwickelte er eine äußerst öffentlichkeitswirksame Arbeit; seine diplomatischen Noten ließ er veröffentlichen und weithin zirkulieren, um den Effekt seiner Politik zu maximieren. Sein abgefertigtes Polignac-Memorandum ließ er auch in Südamerika veröffentlichen, wo es eine große Wirkung entfaltete und Canning zu einem populären Mann machte; so wurde er in Chile von den Autoritäten als „Retter Chiles“ verklärt und eine Statue zu seinen Ehren in Santiago de Chile errichtet. Auch in anderen Hauptstädten Südamerikas wurden Statuen und Plaketten zu Ehren Cannings errichtet.
Im Juli 1824 überzeugte Canning das Kabinett, Handelsbeziehungen mit Argentinien zu eröffnen, im Dezember des gleichen Jahres folgten Mexiko und Kolumbien. Chile und Peru folgten bald. Der britische Handel mit den südamerikanischen Republiken stieg daraufhin stark an.
Canning sah die Folgen seiner Politik in einem größeren Kontext und schrieb über die Bedeutung der Anerkennung der staatlichen Souveränität Mexikos und Kolumbiens: „Die Sache ist erledigt...ein Akt, der das Gesicht der Welt ebenso stark verändern wird wie die Entdeckung des nun freien Kontinents.“ Die Welt sah er in zwei ideologische Lager gespalten und führte aus, dass in seiner Meinung ein nächster großer Krieg nicht nur einfach zwischen zwei Konfliktparteien stattfinden würde, sondern zwischen rivalisierenden Ideen. Großbritannien solle als ausgleichender Faktor die Balance zwischen den rivalisierenden Lagern bewahren.
Dazu unterzeichnete er 1824 den Britisch-Niederländischen Vertrag von 1824, der die gegenseitigen Interessensphären in Südostasien in die zwei Sphären Britisch-Ostindien und Niederländisch-Ostindien teilte und die (bis heute bestehenden) örtlichen Grenzen festlegte.
Mit dem Griechischen Aufstand gegen die osmanische Oberherrschaft musste Canning einen Balanceakt vollbringen; einerseits genossen die Griechen seine Sympathie, andererseits tat er zunächst nichts, um sie zu unterstützen. Einerseits war die gewaltsame Unterdrückung der Christen durch die Osmanen der britischen Elite zuwider, andererseits stand der Zusammenbruch des Osmanischen Reiches und daraus folgend eine russische Oberherrschaft über den Balkanraum den britischen Interessen entgegen. Die Sympathie für das klassische Griechenland bzw. der Philhellenismus gab für Leute wie Lord Byron den Ausschlag, sich 1823 der griechischen Sache anzuschließen. Byrons Eintreten für die griechische Sache und sein Tod in Messolongi vereinte die britische Öffentlichkeit an der Seite der Griechen.

### Premierminister

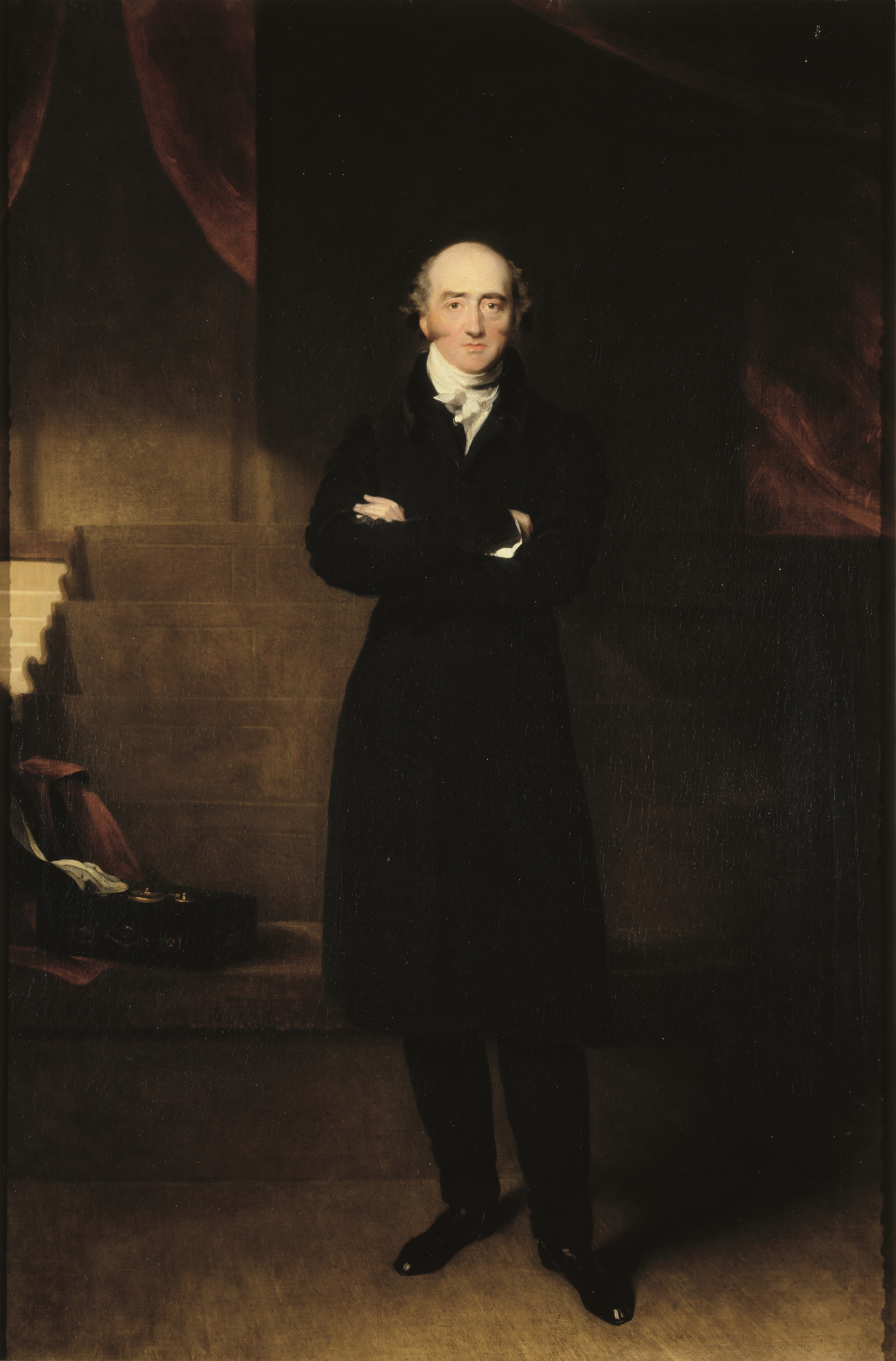
Gemälde Cannings von Thomas Lawrence aus dem Jahr 1826

Anfang Januar 1827 starb der Duke of York. Seine Beerdigung fand in Windsor bei äußerst kaltem Wetter statt. Die versammelten Würdenträger (darunter auch das ganze Kabinett) mussten zwei Stunden im Freien auf die Prozession warten; als Resultat zogen sich viele Krankheiten zu. Während der Bischof von Lincoln wenig später an den Folgen einer Grippe verstarb, litt Canning zunächst an einer Erkältung, die sich in den folgenden Wochen zu einer Grippe entwickelte. Premierminister Liverpool erlitt dazu im Februar 1827 einen schweren Schlaganfall; nach einer partiellen Genesung trat er am 9. April 1827 zurück. Bei der Auswahl des Nachfolgers waren die beiden aussichtsreichsten Kandidaten der Duke of Wellington und Canning. Wellington mit seinem hohen Renommee war der Vertreter der Ultrakonservativen, während der redegewandte Canning in den vergangenen Jahren das Unterhaus wirkungsvoll geleitet hatte. Im April 1827 entschied sich der König dafür, Canning auszuwählen, nachdem er versprach, den Prinzipien seines Vorgängers Liverpool treu zu bleiben. Damit wurde er sowohl Wellington als auch Sir Robert Peel vorgezogen. Keiner der beiden war bereit, unter Canning zu dienen, ebenso wenig wie fünf andere Mitglieder aus Liverpools Kabinett und auch nicht vierzig Nachwuchskräfte aus der alten Regierung. Ausschlaggebende Gründe für Wellingtons Absage waren neben der als Zurücksetzung empfundenen Entscheidung des Königs vor allem Cannings Außenpolitik gegenüber Spanien und Portugal, die für ihn zu liberal waren. Mit der Ausnahme von Robert Peel war für die anderen Minister der wichtigste Absagegrund ihre misstrauische bis feindselige Haltung gegenüber Canning. Nur die Minister Huskisson, Wynn, Harrowby und Bexley waren bereit, auch in Cannings Regierung einzutreten. Die Partei war nun tief gespalten zwischen den „High Tories“ (oder „Ultras“, wie sie nach einer zeitgenössischen Partei in Frankreich auch genannt wurden) einerseits, die Canning misstrauten und ihm aus persönlichen Gründen nicht folgen wollten. Andererseits standen die gemäßigten Tories, die Canning unterstützten, weiter bereit, der Regierung anzugehören.
Mit einer Mehrheit seiner Partei gegen sich bildete Canning eine Minderheitsregierung und suchte den Brückenschlag zu den weniger progressiven Whigs, die vom 3. Marquess of Lansdowne angeführt wurden und bildete mit ihnen eine Koalition. Für Theo Barclay deutete die neue Koalition die dann einige Jahrzehnte später entstandene Liberale Partei bereits an. Man kam überein, die schwierige Frage der Parlamentsreform auszuklammern, da Canning gegen die Reform war, die Whigs aber dafür. Von seinen alten Parteikollegen bei den Tories wurde er dafür kritisiert; der Herzog von Newcastle kritisierte Canning heftig im Oberhaus. Ebenso blieb die Abneigung der linken Whigs um Lord Grey gegen Canning zu groß, um eine Annäherung zu ermöglichen. Canning sah sich nun als Vertreter des Mittelwegs zwischen den beiden Extremen. Er übernahm zusätzlich das Amt des Schatzkanzlers und plante, die Regierung zu zentralisieren und so zu dominieren. Über den als reinen Platzhalter ernannten neuen Außenminister Lord Dudley wollte er zudem weiterhin die Außenpolitik gestalten.
Canning war jedoch nicht mehr bei guter Gesundheit, dazu forderte die dreifache Belastung aus Regierungsbildung, Außenpolitik und der Leitung der Fraktion im Unterhaus seinen Tribut. Ende Juli 1827 verließ er London, um sich in Chiswick im Haus des Duke of Devonshire zu erholen, wurde jedoch schon kurz nach seiner Ankunft schwer krank. In den Nachtstunden des 8. August 1827 starb er genau in dem Raum, in dem auch schon Charles James Fox 21 Jahre früher verstorben war. Cannings Amtszeit von 119 Tagen ist die bisher zweitkürzeste eines britischen Premierministers. Canning wurde in der Westminster Abbey beigesetzt. Seine Frau erhielt ein halbes Jahr nach seinem Tod den Titel einer Viscountess Canning, der später auf Cannings und ihre Nachkommen überging.
Sein jüngster Sohn Charles John Canning, 1. Earl Canning, wurde 1858 Vizekönig von Indien. Cannings ältester Sohn George Charles starb 1820, der zweitälteste William Pitt Canning ertrank 1828 vor Madeira.

## Rezeption

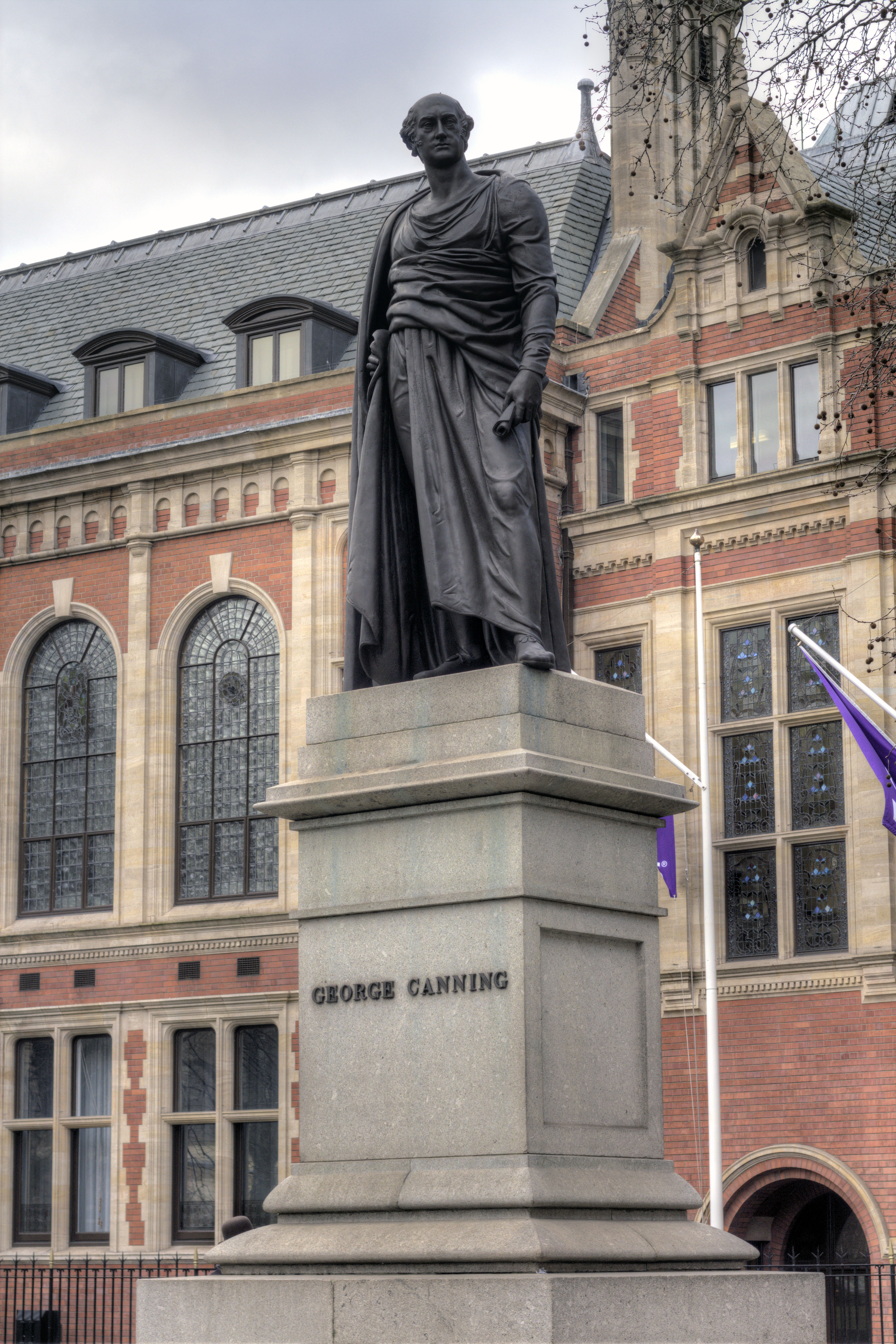
Statue Cannings am Parliament Square

Canning galt nach seinem Tod bald als Proto-Liberaler. Mit seinem Eintreten für freiheitliche Bewegungen, seiner vokalen Opposition gegen die reaktionäre Heilige Allianz und der Distanzierung von kontinentaleuropäischen Angelegenheiten wurde Canning seinen Landsleuten bald zum Symbol für den Liberalismus und den fortschrittlichen Parlamentarismus Großbritanniens. Viele seiner außenpolitischen Weichenstellungen behielten ihre Gültigkeit während des gesamten 19. Jahrhunderts bei. Außenpolitiker beider Parteien – Konservative und Liberale – beriefen sich auf Canning.
Noch 1878/1879 warf Gladstone während seiner Midlothian-Kampagne seinem Rivalen Disraeli vor, die Ideale Cannings verraten zu haben.
Harold Temperley veröffentlichte 1905 eine Biographie Cannings und 1925 eine Studie über Cannings außenpolitisches Wirken. Er sah Cannings Einfluss als maßgeblich für die Weichenstellungen in der britischen Außenpolitik des frühen 19. Jahrhunderts. Cannings außenpolitische Leitlinien fasste er wie folgt zusammen: „Kein europäisches Polizeisystem; jede Nation für sich selbst und Gott für uns alle; Balance of Power; Respekt für Fakten, nicht für abstrakte Ideen; Respekt für Vertragsrechte, aber Vorsicht in der Ausweitung der Vertragsrechte ... eine Republik ist ein genauso gutes Mitglied des Einverständnisses der Nationen wie ein Monarch.“
Nachdem sein Cambridge-Zeitgenosse Charles Webster 1925 seine Studie über die Außenpolitik Castlereaghs veröffentlichte, kam es zwischen beiden zu einem jahrelangen Historikerstreit über die geschichtliche Einordnung Cannings und Castlereaghs. Temperley wies viele von Websters positiven Einschätzungen bezüglich Castlereaghs Platz in der Geschichte zurück und verteidigte Cannings Verdienste als Außenminister energisch: Temperley sah Canning in seiner ersten Amtszeit von 1807 bis 1809 als den eigentlichen Ideengeber von Castlereaghs späterer Außenpolitik; demgegenüber charakterisierte er Castlereaghs Wirken als Außenminister als „ineffizient“. Während beide eine immer engere persönliche Freundschaft verband, trugen Temperley und Webster jahrelang eine Serie von Disputen vor allem über die Gewichtung der jeweiligen Außenpolitik als auch verschiedene biographische Aspekte wie das Duell zwischen Castlereagh und Canning aus. In diversen Artikeln im Cambridge Historical Journal als auch bei öffentlichen Debatten stritten beide über Castlereaghs und Cannings Meriten, bevor Temperley schließlich konziliant einräumte, dass Castlereagh sicherlich weniger an verdienter Anerkennung und Lob zuteilgeworden war als umgekehrt Canning.
Dorothy Marshall konzentrierte sich 1938 in ihrer Studie The Rise of George Canning auf Cannings frühe Jahre und seinen politischen Aufstieg aus einfachsten Verhältnissen.
Wendy Hinde veröffentlichte 1973 eine Biographie Canning, 1976 folgte die Biographie von Peter Dixon.
2009 veröffentlichte John Campbell sein Buch Pistols at Dawn: Two Hundred Years of Political Rivalry from Pitt and Fox to Blair and Brown, in dem er sich mit Canning vor dem Hintergrund der politischen Rivalität zwischen Castlereagh und Canning auseinandersetzte. Er sah Canning als arroganten, brillanten Meritokraten. Weiter betonte er, dass trotz der lebenslangen Rivalität auch die außenpolitischen Übereinstimmungen zwischen Castlereagh und Canning zu sehen seien. Canning sei damit einer der beiden Männer, die die Grundlagen für die britische Außenpolitik im Zenit der britischen imperialen Macht gelegt hätten.
2010 widmete Douglas Hurd Castlereagh und Canning ein Kapitel in seinem Buch Choose your Weapons. The British Foreign Secretary. Während Castlereagh die Kräfte der Veränderung, die unter der Oberfläche wirkten, ignoriert hätte, habe Canning diese Kräfte anerkannt. Seine Leistung sei es gewesen, ein System der Außenpolitik zu entwickeln, welches diese Veränderungen akzeptierte und in positive Bahnen zu lenken versuchte. Ob in Südamerika, Portugal oder Griechenland habe Canning die Vorteile gesehen, die sich aus der Unterstützung und Förderung liberaler und nationaler Bewegungen ergaben. Für Hurd begründeten Castlereagh und Canning die zwei rivalisierenden Schulen der britischen Außenpolitik: Wo Castlereaghs Schule die Diplomatie betonen würde, sowie den Aufbau von Allianzen und Institutionen um Frieden und Stabilität zu sichern, wäre Cannings Schule unilateral, vage idealistisch und an Fortschritt und liberalen Interventionismus glaubend.
Matthias Oppermann näherte sich Canning in seiner 2020 veröffentlichten Studie Triumph der Mitte. Die Mäßigung der „Old Whigs“ und der Aufstieg des britischen Liberalkonservatismus, 1750–1850. unter dem Gesichtspunkt der fluktuierenden Parteienstruktur im Großbritannien des späten 18. und frühen 19. Jahrhunderts. Er sah Cannings politische Karriere ebenfalls als eine der unwahrscheinlichsten des frühen 19. Jahrhunderts an und befand, dass Canning einen Mittelweg in der Politik suchte und sich darin sowohl auf Pitt den Jüngeren als auch auf Edmund Burke stützte.

## Ehrungen
Canning ist in der Westminster Abbey beerdigt, nur wenige Fuß entfernt von seinem Rivalen Castlereagh und seinem Mentor William Pitt dem Jüngeren. Nach ihm sind der Canning Club, ein Londoner Gentlemen’s Club, sowie Canning House im Londoner Stadtteil Belgravia benannt. In Liverpool gibt es den Stadtteil Canning, Canning Street, den Canning Place, Canning Dock sowie Canning Half Tide Dock. In Nottingham tragen die Plätze Canning Circus und Canning Terrace Cannings Namen. Die Straße Canning Crescent im Süden von Oxford trägt ebenso Cannings Namen wie Canning Street in Belfast und Canning's View in Cliveden. Der Canning River in Western Australia und der Canning River in Alaska sind nach ihm benannt; dazu sind Cannington im kanadischen Ontario und Canning in Nova Scotia ebenfalls zu Ehren Cannings benannt. In Athen tragen ein zentraler Platz und eine angrenzende Straße seinen Namen (Κάνιγγος, Kaningos, nach dem Genitiv seines hellenisierten Namens Κάνιγξ, Kaninx). Dort steht auch sein Standbild. Auch in Südamerika tragen einige Straßen Cannings Namen: in Montevideo, in Santiago de Chile und in Rio de Janeiro.